# 링컨/사이프레스역

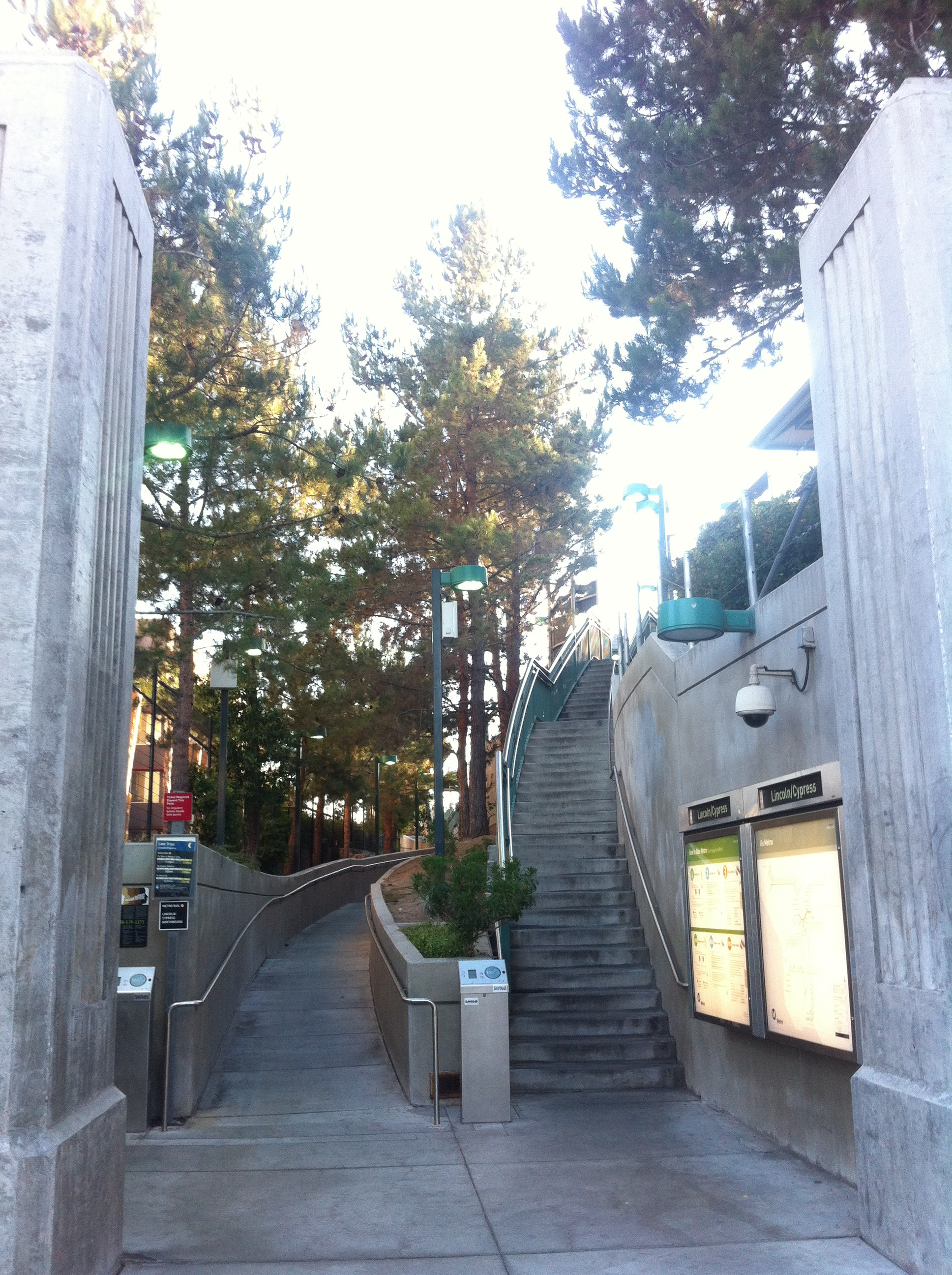
역 출구.

링컨/사이프레스역(영어: Lincoln/Cypress Station)은 로스앤젤레스 메트로의 L선역 중 하나이다. 캘리포니아주 노스이스트 로스앤젤레스의 사이프레스 파크와 링컨 헤이츠에 소재하며 레이시가(Lacy Street)와 애비뉴 26의 교차로의 고가에 위치하고 있다.
이 역에는 무료 주차장이 마련되어 있다.

## 예술
예술가 Cheri Gaulke의 "Water Street: River of Dreams"라는 제목의 장소 특정적 설치미술품은 한때 이 지역에 살았던 통바족(Tongva, 가브리엘리뇨 인디언)을 현대적 흐름의 풍경과 은유적으로 연결시키는 시각적 언급을 담고 있다. 실물 크기의 청동 조각상은 상상의 강에서 물을 길어 촘촘히 짜여진 청동 바구니에 붓는 통바 여성의 모습이다. 35 피트 (11 m) 길이의 긴 “story fence”가 승강장층에 있으며, 통바 인디언과 삶을 향상시키는 로스앤젤레스강과 관련된 짤막한 글들이 있다.

## 역명
건설과 계획 단계 동안, 링컨/사이프레스역은 원래 근처 애버뉴 26의 이름을 따서 애버뉴26역(Avenue 26 station)으로 명명될 계획이었다. 이 역은 노선이 개통되기 직전에 역명을 변경할 세 역 중 하나였다. 이후 역이 운행하는 인근 지역을 반영하기 위해 링컨 헤이츠/사이프레스 파크(Lincoln Heights/Cypress Park)으로 변경되었다. 메트로는 더 짧게 현재 역명인 "링컨/사이프레스"로 바뀌었다.

### 역 구조
| 승강장 | 상대식 승강장, 오른쪽 출입문이 열림 | 상대식 승강장, 오른쪽 출입문이 열림                                         |
| 승강장 | L선                                 | ← 차이나타운역 Chinatown Station ← 애틀랜틱행 (종착점행)                    |
| 승강장 | L선                                 | → 헤리티지스퀘어역 Heritage Square Station → APU/시트러스 칼리지행 (기점행) |
| 승강장 | 상대식 승강장, 오른쪽 출입문이 열림 |                                                                             |

### 열차 운행 정보
이 역에서는 일반 시간에 지하철 운행이 오전 5시부터 시작하여 오전 12시 15분까지 운행한다.

## 연결가능한 대중교통
- 메트로 로컬: 28, 81, 90, 91, 94, 251
- 메트로 래피드: 751, 794